# Mengusovce
Mengusovce es un municipio del distrito de Poprad en la región de Prešov, Eslovaquia, con una población estimada a final del año 2024 de 682 habitantes.
Se encuentra ubicado al oeste de la región, cerca del río Poprad (cuenca hidrográfica del río Vístula) y de la frontera con la región de Žilina.

## Demografía
| Año        | 1994 | 2004    | 2014    | 2024    |
| ---------- | ---- | ------- | ------- | ------- |
| Población  | 566  | 607     | 665     | 682     |
| Diferencia |      | +7,24 % | +9,55 % | +2,55 % |

| Año        | 2023 | 2024    |
| ---------- | ---- | ------- |
| Población  | 669  | 682     |
| Diferencia |      | +1,94 % |